# カンタベリー・ユナイテッドFC
カンタベリー・ユナイテッド・ドラゴンズ（Canterbury United Dragons）は、ニュージーランドのクライストチャーチに本拠地を置くサッカークラブ。

## 概要
2004年、オーストラリア・ニュージーランドを中心としたオセアニア各地のサッカーリーグ再編、オセアニア地域の国際大会であるオセアニアクラブ選手権（現：OFCチャンピオンズリーグ）の創設など、サッカー環境の整備が行われる中でカンタベリー・ユナイテッドFCとして創設された。
2007年よりチーム名をカンタベリー・ユナイテッド・ドラゴンズと改め、リーグに参戦している。

## 現所属メンバー
2015年12月29日現在
注：選手の国籍表記はFIFAの定めた代表資格ルールに基づく。
| No. | Pos. |                  | 選手名                 |
| --- | ---- | ---------------- | ---------------------- |
| 1   | GK   | ニュージーランド | アダム・ハイフィールド |
| 2   | DF   | イングランド     | ダン・テリス           |
| 3   | MF   | ニュージーランド | アンソニー・ジョーンズ |
| 4   | DF   | ニュージーランド | ジュリアン・コレット   |
| 5   | DF   | イングランド     | トム・スチュワーズ     |
| 6   | MF   | ニュージーランド | マーク・ピアーズ       |
| 7   | MF   | ニュージーランド | レンタ・ヤマモト       |
| 8   | MF   | ニュージーランド | アアロン・クラファム   |
| 9   | FW   | ニュージーランド | マリオ・ホフマン       |
| 11  | MF   | グアテマラ       | ジュアン・チャン       |
| 12  | FW   | ニュージーランド | ジェイコブ・アレン     |

| No. | Pos. |                  | 選手名                     |
| --- | ---- | ---------------- | -------------------------- |
| 13  | MF   | ニュージーランド | アンドレス・ウィルソン     |
| 14  | DF   | ニュージーランド | ライアン・スタンリー       |
| 15  | FW   | イングランド     | ダン・スチュワーズ         |
| 18  | DF   | ニュージーランド | アダム・ディッキンソン     |
| 19  | DF   | チリ             | パブロ・モヤ               |
| 20  | MF   | スコットランド   | スチュアート・ケリー       |
| 21  | FW   | ニュージーランド | シャウン・オブリエン       |
| 23  | DF   | ニュージーランド | アアロン・スペイン         |
| 24  | GK   | ニュージーランド | コリー・ミッチェル         |
| 25  | DF   | ニュージーランド | サム・マオエイト・コックス |